# No wave
No wave foi uma curta, mas influente cena de música underground, filmes, performances artísticas, vídeos, e arte contemporânea que teve seu início durante a metade da década de 1970 em New York City. O termo No Wave é, em parte, um jogo de palavras satírico rejeitando os elementos comerciais do gênero musical então popular new wave ("new", em inglês, significa "novo" e "no" é traduzido como "não"). Algumas vezes a cena é relacionada com o início do movimento punk. O No Wave busca inspiração em gêneros musicais fora do mainstream, como punk underground, rock gótico, noise rock, música industrial entre outros.
O jornalista e critico musical Simon Reynolds, autor do livro "Rip It Up and Start Again: Postpunk 1978-1984", escreveu (livre tradução):
| “ | E apesar de "afeto" ser possivelmente uma palavra estranha para se usar em referência a um grupo de niilistas, eu sinto afeto pelo povo "No Wave". As músicas de James Chance são realmente muito boas, e há grandes momentos em toda a discografia de Lydia Lunch. As canções do Suicide são bonitas. | ” |

Vários artistas de sub-cultura no wave do post punk de NY entre 1980 e 1981 são citados ou participam do filme Downtown 81 (2001), estrelado pelo artista plástico Jean-Michel Basquiat.

## Músicos de No Wave
| Gray | |
| - Lydia Lunch - 8-Eyed Spy - Bush Tetras - Circle X - The Del-Byzanteens - Friction - Jody Harris - Lizzy Mercier Descloux - Lounge Lizards | - Glenn Branca - Rosa Yemen - The Static - Sonic Youth - Suicide - Ut - Teenage Jesus and the Jerks - Swans - D.N.A. - James Chance and the Contortions |